# Ludwik Pyrowicz

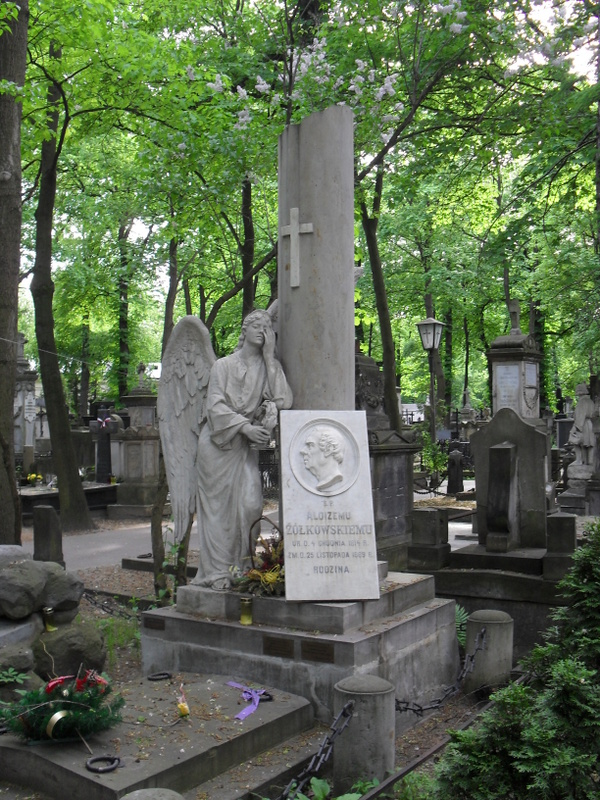
Nagrobek Alojzego Żółkowskiego na cmentarzu Powązkowskim autorstwa Ludwika Pyrowicza

Ludwik Pyrowicz (ur. 10 sierpnia 1859 w Płocku, zm. 7 lipca 1910 w Warszawie) – polski rzeźbiarz.

## Życiorys
Był synem Stanisława i Marianny z Rumowskich. Jego żoną była Maria Pyrowicz, również rzeźbiarka.

### Edukacja i działalność artystyczna we Włoszech
Do szkoły średniej uczęszczał w Warszawie, gdzie pobierał pierwsze nauki rysunku i malarstwa pod kierownictwem Wojciecha Gersona oraz rzeźby w pracowni Faustyna Cenglera. Debiut artystyczny zaliczył w 1878 roku na wystawie w TZSP, prezentując gipsowe studium Popiersie mężczyzny. Przez kolejne lata studiował w krakowskiej Szkole Sztuk Pięknych, a w latach 1881–1883 we Włoszech w Akademii Świętego Łukasza w Rzymie. W stolicy Włoch poznał i utrzymywał kontakty z polskimi artystami m.in. z Henrykiem Siemiradzkim i Piusem Welońskim. W Rzymie wykonał kilka prac, m.in. w 1881 dwie figurki z Pana Tadeusza Adama Mickiewicza. Po ukończeniu akademii założył pracownię rzeźbiarską, w której wykonywał na zamówienie popiersia i portrety. W 1884 roku otrzymał pochlebne recenzje w czasopismach „L’Arte” i „Westminster Review”. Z tego okresu zachowały się m.in. popiersia pani i pana Rizzoni, Nawrockiego, braci Swiedomskich.

### Działalność artystyczna w Polsce
Pod koniec 1885 roku Pyrowicz powrócił do Warszawy, gdzie otworzył własną pracownię artystyczną. Jego uczniami byli Konstanty Laszczka, Antoni Szczygielski, Leon Wasileski i jego żona. W 1889 roku prowadził pracownię rzeźbiarza Jana Kryńskiego, a po jego śmierci w 1890 został jej właścicielem. W pracowni wykonywano również roboty sztukatorskie. Pyrowicz swoje prace wystawiał w Warszawie w TZSP, w latach 1878, 1883, 1885–1886, 1888–1896, 1910, w Salonie Aleksandra Krywulta w latach 1886, 1889, 1893, w Salonie Artystycznym w 1888 roku oraz w 1891 w Berlinie na międzynarodowej wystawie sztuki, gdzie zaprezentował popiersie pt. Kokietka.
Dorobek artystyczny Pyrowicza obejmuje kilkadziesiąt prac o zróżnicowanym charakterze i tematyce. Były to studia portretowe i rodzajowe, grupy figuralne, posągi wielkości naturalnej, posążki, medaliony, rzeźby przeznaczone do kościołów i związane z architekturą świecką; był również autorem nagrobków na cmentarzu Powązkowskim w Warszawie.